# Strangalidium nigellum
Strangalidium nigellum är en skalbaggsart som först beskrevs av Bates 1872. Strangalidium nigellum ingår i släktet Strangalidium och familjen långhorningar.
Artens utbredningsområde är:
- Costa Rica.
- Nicaragua.
- Panama.

Inga underarter finns listade i Catalogue of Life.